# Mesobuthus kirmanensis
Espèce
Synonymes
- Buthus eupeus kirmanensis Birula, 1900
- Buthus pachysoma Birula, 1900

Mesobuthus kirmanensis est une espèce de scorpions de la famille des Buthidae.

## Distribution
Cette espèce est endémique d'Iran,. Elle se rencontre dans les provinces de Kerman, du Fars, du Hormozgan et du Sistan-et-Baloutchistan.

## Description
Le mâle syntype mesure 47 mm et la femelle syntype 48 mm.
Le mâle décrit par Kovařík, Fet, Gantenbein, Graham, Yağmur, Šťáhlavský, Poverenni et Nouvruzov en 2022 mesure 39,67 mm et la femelle 47,10 mm.

## Systématique et taxinomie
Cette espèce a été décrite sous le protonyme Buthus eupeus kirmanensis par Birula en 1900. Elle suit son espèce dans le genre Mesobuthus en 1950. Elle est placée en synonymie avec Mesobuthus persicus par Kovařík en 2019. Elle est relevée de synonymie et élevée au rang d'espèce par Kovařík, Fet, Gantenbein, Graham, Yağmur, Šťáhlavský, Poverenni et Nouvruzov en 2022.
Buthus pachysoma a été placée en synonymie par Kovařík, Fet, Gantenbein, Graham, Yağmur, Šťáhlavský, Poverenni et Nouvruzov en 2022.

## Étymologie
Son nom d'espèce, composé de kirman et du suffixe latin -ensis, « qui vit dans, qui habite », lui a été donné en référence au lieu de sa découverte, la province de Kerman.

## Publication originale
- Birula, 1900 : « Beiträge zur Kenntniss der Scorpionenfauna Ost-Persiens. (1. Beitrag). » Bulletin de l'Académie Impériale des Sciences de St.-Pétersbourg, sér. 5, vol. 12, no 1, p. 355–375 (texte intégral).